# White sponge nævus
 Mise en garde médicale
Le white sponge nævus ou white sponge nevus (WSN) est une pathologie rare des muqueuses de la bouche (parfois atteinte plus rare encore des sites vaginaux et rectaux) transmissible de façon autosomique dominante. Il apparait le plus souvent dans l'enfance pour se stabiliser à l'âge adulte. Cet aspect plissé, spongieux, grisâtre de la muqueuse concerne le plus souvent les faces internes des joues de façon symétrique.